# Beaurains-lès-Noyon
Beaurains-lès-Noyon is een gemeente in het Franse departement Oise (regio Hauts-de-France) en telt 264 inwoners (1999). De plaats maakt deel uit van het arrondissement Compiègne.

## Geografie
De oppervlakte van Beaurains-lès-Noyon bedraagt 3,8 km², de bevolkingsdichtheid is 69,5 inwoners per km².
De onderstaande kaart toont de ligging van Beaurains-lès-Noyon met de belangrijkste infrastructuur en aangrenzende gemeenten.

## Demografie
Onderstaande figuur toont het verloop van het inwonertal (bron: INSEE-tellingen).